# Sénat Koschnick IV
 (juin 2015).
Si vous disposez d'ouvrages ou d'articles de référence ou si vous connaissez des sites web de qualité traitant du thème abordé ici, merci de compléter l'article en donnant les références utiles à sa vérifiabilité et en les liant à la section « Notes et références ».
Le sénat Koschnick IV (Senat Koschnick IV) était le gouvernement du Land de Brême du 7 novembre 1979 au 10 novembre 1983, durant la 10e législature du Bürgerschaft. Dirigé par le président du Sénat social-démocrate Hans Koschnick, il était soutenu par le seul Parti social-démocrate d'Allemagne (SPD), qui disposait de la majorité absolue au parlement régional.
Il fut formé à la suite des élections régionales du 7 octobre 1979, au cours desquelles le SPD a conservé sa majorité absolue, acquise en 1971, et succédait au sénat Koschnick III, constitué également du seul SPD.
Le SPD a de nouveau remporté les élections régionales du 25 septembre 1983, ce qui a permis à Koschnick de former son cinquième Sénat.

## Composition
| Portefeuille                                                   | Nom                            | Nom                                    | Parti |
| -------------------------------------------------------------- | ------------------------------ | -------------------------------------- | ----- |
| Président du Sénat Maire de Brême                              |                                | Hans Koschnick                         | SPD   |
| Sénateur pour l'Intérieur                                      |                                | Helmut Fröhlich                        | SPD   |
| Sénateur pour l'Administration de la justice et les Prisons    |                                | Wolfgang Kahrs                         | SPD   |
| Sénateur pour les Finances Vice-président du Sénat             |                                | Moritz Thape                           | SPD   |
| Sénateur pour les Travaux publics                              |                                | Bernd Meyer                            | SPD   |
| Sénateur pour les Ports, la Navigation et les Transports       |                                | Oswald Brinkmann                       | SPD   |
| Sénateur pour l'Économie, le Travail et le Commerce extérieur  |                                | Karl Wilms                             | SPD   |
| Sénateur pour la Santé et la Protection de l'environnement     |                                | Herbert Brückner                       | SPD   |
| Sénateur pour l'Éducation                                      |                                | Horst von Hassel (jusqu'au 31.08.1983) | SPD   |
| Sénateur pour l'Éducation                                      | Intérim de Horst Werner Franke |                                        | SPD   |
| Sénateur pour la Science et la Culture                         |                                | Horst Werner Franke                    | SPD   |
| Sénateur pour les Affaires sociales, la Jeunesse et les Sports |                                | Henning Scherf                         | SPD   |
| Sénateur pour les Affaires fédérales                           |                                | Günther Czichon                        | SPD   |